# Stefan Moody
Stefan Moody (Kissimmee, 6 ottobre 1993) è un cestista statunitense.